# Julie Mazzieri
Julie Mazzieri, née en 1975 à Saint-Paul-de-Chester, dans la région du Centre-du-Québec, est une écrivaine québécoise.

## Biographie
Julie Mazzieri détient un doctorat de lettres modernes de l’Université McGill (Montréal) où elle a aussi été chargée de cours de traduction.  Ses travaux universitaires portent principalement sur les œuvres de Georges Bernanos et de William Faulkner ainsi que sur la rhétorique réconciliée des figures et de l’argumentation de Michel Meyer,.
Publié en 2009 par les éditions José Corti, son premier roman Le Discours sur la tombe de l’idiot s’est vu décerner le prix littéraire canadien le plus prestigieux – le Prix du Gouverneur général. Il a été traduit en allemand par Christoph Roeber aux éditions Diaphanes sous le titre Grabrede auf einen Idioten.
Son deuxième roman intitulé La Bosco paraît aux éditions José Corti et Héliotrope en 2017. Il est finaliste au Prix Médicis et au Prix Wepler. 
Elle vit aujourd’hui en Corse.

## Œuvres

### Romans
- Le Discours sur la tombe de l’idiot, roman, Paris, José Corti, 2009 ; réédition, Montréal, Boréal, coll. « Boréal Compact », 2013 Traduit en allemand sous le titre Grabrede auf einen Idioten, par Christophe Roeber, Berlin, Diaphanes, 2015
- La Bosco, Paris, José Corti, 2017 ; réédition, Montréal, Héliotrope, 2017

### Traduction
- My Paris de Gail Scott, roman traduit de l’anglais, Montréal, Héliotrope, 2010

## Prix et distinctions
- Prix littéraires du Gouverneur général 2009 (lauréate) pour Le Discours sur la tombe de l'idiot
- Prix littéraire des collégiens 2010 (finaliste)[3] pour Le Discours sur la tombe de l'idiot
- Prix Orange du livre 2009 (sélection) pour Le Discours sur la tombe de l'idiot
- Prix du Premier roman d’Apt 2009 (lauréate) pour Le Discours sur la tombe de l'idiot
- Prix Médicis 2017 (finaliste) pour La Bosco
- Prix Wepler 2017 (finaliste) pour La Bosco